# 青疃镇
青疃镇是中华人民共和国安徽省亳州市涡阳县下辖的一个镇。

## 行政区划
青疃镇下辖以下村级行政区划单位：
青疃社区、刘村、魏圩村、魏庙村、孙庄村、鲁庄村、大史村、桥李村、大于村、殷庙村、蒿堰村、周墓村、邱寨村、冯圩村、王小庙村、张阁村、李圩村、蒋瓦房村、大蒋村和大袁村。